# Robert Hanhart
Robert Hanhart (* 6. Juli 1925 in St. Gallen; † 11. Juli 2025 in Göttingen) war ein Schweizer evangelischer Theologe. Er beschäftigte sich insbesondere mit der Überlieferung der Septuaginta.

## Leben und Wirken
Hanhart studierte zunächst Klassische Philologie und Alte Geschichte in Basel. Nach seiner Promotion zum Dr. phil. hist. (1954) arbeitete er zunächst für ein Jahr beim Mittellateinischen Wörterbuch. Anschließend wechselte er an die Akademie der Wissenschaften zu Göttingen, wo er als wissenschaftlicher Mitarbeiter beim Septuaginta-Unternehmen tätig war. 1961 wurde er zum Arbeitsstellenleiter ernannt und 1962 an der Universität Göttingen zum Dr. theol. promoviert.
Während seiner mehr als 30-jährigen Tätigkeit betreute Hanhart zahlreiche Bände des Septuaginta-Unternehmens und gab selbst mehrere Schriften heraus. Seine Edition des Buches Esther wurde 1965 als Habilitationsschrift angenommen; 1967 wurde Hanhart zum außerplanmäßigen Professor für Altes Testament ernannt. Für seine Verdienste um die Septuagintaforschung erhielt er die Ehrendoktorwürde der Universitäten zu Bologna und Helsinki. Auch nach seinem Eintritt in den Ruhestand (1993) blieb Hanhart als ehrenamtlicher Mitarbeiter und Mitglied der Leitungskommission für das Projekt aktiv und publizierte weiter. Er galt als der „der bedeutendste Septuaginta-Gelehrte unserer Zeit“ („the most distinguished Septuagint scholar of our age“).
Robert Hanhart starb am 11. Juli 2025, wenige Tage nach seinem 100. Geburtstag in Göttingen.

## Schriften (Auswahl)
- Das Bild der Jeanne d’Arc in der französischen Historiographie des Spätmittelalters bis zur Aufklärung. Basel 1955 (Dissertation).
- Zum Text des 2. und 3. Makkabäerbuches (= Mitteilungen des Septuaginta-Unternehmens 7). Göttingen 1961 (auch als Dissertation, Göttingen 1962).
- Drei Studien zum Judentum. München 1967.
- Text und Textgeschichte des 1. Esrabuches (= Mitteilungen des Septuaginta-Unternehmens 12). Göttingen 1974.
- Text und Textgeschichte des Buches Judith (= Mitteilungen des Septuaginta-Unternehmens 14). Göttingen 1979.
- Text und Textgeschichte des Buches Tobit (= Mitteilungen des Septuaginta-Unternehmens 17). Göttingen 1984.
- Sacharja (= Biblischer Kommentar zum Alten Testament XIV/7). Neukirchen-Vluyn 1990.
- Ein unbekannter Text zur griechischen Esra-Überlieferung (= Mitteilungen des Septuaginta-Unternehmens 22). Göttingen 1995.
- Text und Textgeschichte des 2. Esrabuches (= Mitteilungen des Septuaginta-Unternehmens 25). Göttingen 2003.

Herausgeberschaft
- Vetus Testamentum Graecum auctoritate Academiae Scientiarum Gottingensis editum. Vol IX,2: Maccabaeorum liber II. Göttingen 1959. 3., durchgesehene Auflage 2008.
- Vetus Testamentum Graecum auctoritate Academiae Scientiarum Gottingensis editum. Vol IX,3: Maccabaeorum liber III. Göttingen 1960. 2., durchgesehene Auflage 1980.
- Vetus Testamentum Graecum auctoritate Academiae Scientiarum Gottingensis editum. Vol VIII,3: Esther. Göttingen 1966. 2., durchgesehene Auflage 1983.
- Vetus Testamentum Graecum auctoritate Academiae Scientiarum Gottingensis editum. Vol VIII,1: Esdrae liber I. Göttingen 1974. 2., durchgesehene Auflage 1991.
- Vetus Testamentum Graecum auctoritate Academiae Scientiarum Gottingensis editum. Vol VIII,4: Iudith. Göttingen 1979.
- Vetus Testamentum Graecum auctoritate Academiae Scientiarum Gottingensis editum. Vol VIII,5: Tobit. Göttingen 1983.
- Vetus Testamentum Graecum auctoritate Academiae Scientiarum Gottingensis editum. Vol VIII,2: Esdrae liber II. Göttingen 1993.
- Vetus Testamentum Graecum auctoritate Academiae Scientiarum Gottingensis editum. Vol VII,2: Paralipomenon liber II. Göttingen 2014.